# Мирчеа Луческу
Мирчеа Луческу (рум. Mircea Lucescu; 29. јул 1945, Букурешт) је бивши румунски фудбалер, који је играо на позицији десног крила, а тренутно је тренер Динама из Кијева.

## Играчка каријера
Сениорску каријеру Луческу је почео у Динаму из Букурешта. У клубу је играо 2 године, па је 2 године провео на позајмици у Стинту из Букурешта, да би после повратка с позајмице остао у Динаму до 1977. године. Након Динама играо је у Корвинулу из Хунедоаре, где је пред крај играчке каријере радио и као тренер. Са Динамом је освојио 6 титула првака Румуније и један Куп Румуније. На утакмици са Спортул Студенцеском, 16. маја 1990, је као тренер ушао у игру са клупе, и тако постао најстарији играч у историји Прве лиге Румуније.
За репрезентацију Румуније је дебитовао 2. новембра 1966. против Швајцарске. За репрезентацију је одиграо 64 утакмице и постигао 9 голова.

## Тренерска каријера
Тренерску каријеру Луческу је почео у Корвинулу из Хунедоаре, а 1981. године је постао селектор репрезентације Румуније. Под његовим је вођством Румунија први пут учетвовала на Европском првенству 1984. Био је тренер и Динама из Букурешта, а онда је 1990. године отишао у Италију, где је провео 7 година трениравши Пизу, Брешу, Ређијану и Интер. У Галатасарај је дошао 2000. године, исте године је освојио Суперкуп Европе где је Галатасарај победио Реал Мадрид. Сезоне 2000/01. је са Галатасарајем дошао до четвртфинала Лиге шампиона, где је поражен од Реал Мадрида. Наредне сезоне је довео Галатасарај до друге фазе Лиге шампиона, али и до титуле шампиона Турске. На крају сезоне је смењен, упркос томе што је освојио титулу. Након Галатасараја остаје у Турској и постаје тренер Бешикташа. У првој сезони са Бешикташом осваја титулу првака Турске, на стогодишњицу клуба. На почетку другог дела сезоне 2003/04. Бешикташ је био водећи тим у лиги са 8 бодова предности над Фенербахчеом. Уследила је утакмица са Самсунспором, где је судија показао 5 црвених картона играчима Бешикташа. Након тога, форма Бешикташа је пала и Бешикташ је изгубио титулу.
У мају 2004. постао је тренер украјинског Шахтјора из Доњецка. Пошто је стигао пред крај сезоне 2003/04. стигао је са Шахтјором да освоји Куп Украјине, а идуће сезоне је освојио титулу првака Украјине. Титулу је поновио сезоне 2005/06, као и 2007/08. Са Шахтјором је 2009. освојио Куп УЕФА, доневши Шахтјору први европски трофеј, победивши у финалу Вердер резултатом 2:1 након продужетака. Сезона 2010/11 је била веома успешна за Луческуа, где је са Шахтјором освојио три домаћа трофеја: Премијер лигу, Куп и Суперкуп, а у Лиги шампиона Шахтјор је стигао до четвртфинала где је испао од Барселоне. Градско веће Доњецка је 29. маја 2009. Луческуу доделила титулу Почасног грађанина Доњецка. У својој последњој сезони у клубу, 2015/16, довео је клуб до полуфинала Лиге Европе где је испао од Севиље и освојио је Куп Украјине. Почетком 2016. најавио је оставку, након 12 година проведених у клубу, у којем је до сада најуспешнији тренер икада.
Након Шахтјора, Луческу је постао тренер Зенита. У Зениту се задржао годину дана, са клубом је био трећи у Премијер лиги Русије и није успео да избори место у Лиги шампиона. Након Зенита постао је селектор Турске.
У јулу 2020. вратио се у Украјину и постао тренер Динама из Кијева, највећег Шахтјоровог ривала. На утакмици против Јувентуса у Лиги шампиона, 20. октобра 2020, постао је најстарији тренер у том такмичењу, са 75 година и 83 дана. Са Динамом је у првој сезони освојио дуплу круну.
Дана 6. августа 2024. именован је за новог селектора Румуније.

## Приватни живот
Као тренер Корвинула, саветовао је играчима да је „боље да иду у позориште или музеј, да прочитају књигу, него да иду у ресторан”. Његов син Разван Луческу је такође бивши играч и садашњи тренер.

## Трофеји

### Играчка каријера
Динамо Букурешт
- Прва лига Румуније: 1963/64, 1964/65, 1970/71, 1972/73, 1974/75, 1976/77.
- Куп Румуније: 1967/68.

### Тренерска каријера
Динамо Букурешт
- Прва лига Румуније: 1989/90.
- Куп Румуније: 1985/86, 1989/90.

Рапид Букурешт
- Прва лига Румуније: 1998/99.
- Куп Румуније: 1997/98.
- Суперкуп Румуније: 1999.

Галатасарај
- Суперлига Турске: 2001/02.
- УЕФА суперкуп: 2000.

Бешикташ
- Суперлига Турске: 2002/03.

Шахтјор Доњецк
- Премијер лига Украјине: 2004/05, 2005/06, 2007/08, 2009/10, 2010/11, 2011/12, 2012/13, 2013/13.
- 2003/04, 2007/08, 2010/11, 2011/12, 2012/13, 2015/16.
- Суперкуп Украјине: 2005, 2008, 2010, 2012, 2013, 2014, 2015.
- Куп УЕФА: 2008/09.

Зенит
- Суперкуп Русије: 2016.

Динамо Кијев
- Премијер лига Украјине: 2020/21.
- Куп Украјине: 2020/21.
- Суперкуп Украјине: 2020.

### Индивидуални
- Тренер године у Румунији: 2004, 2010, 2012, 2014.
- Орден за заслуге у Украјини, III степен: 2006.
- Орден за заслуге у Украјини, II степен: 2009.
- Орден за заслуге у Украјини, I степен: 2011.
- Орден звезде у Румунији: 2009.